# Horcajuelo (Ávila)
Horcajuelo es una localidad española perteneciente al municipio de Brabos, en la provincia de Ávila, comunidad autónoma de Castilla y León. Fue también un municipio hasta 1845, cuando  se agregó al término municipal de Brabos.

## Toponimia
El pueblo se halla ubicado en la horquilla que forman los ríos Aldeamuña y Arevalillo. Esta disposición del pueblo se cree que constituye el origen de su nombre, ya que "horca" tiene, entre otras acepciones, la de "pueblo entre ríos".

## Fiestas
La Fiesta Mayor se celebra el día 10 de agosto en honor de San Lorenzo.
Antiguamente se celebraba la Fiesta Menor el día 25 de abril en honor de San Marcos. Se solía sacar al Santo en procesión hasta "la era del tío Juan", y allí se bendecían los campos.[cita requerida]

## Patrimonio histórico-artístico
- La iglesia dedicada a San Lorenzo Protomártir

Está construida con cajones de mampostería y verdugadas de ladrillo. Tiene planta rectangular. Presenta cabecera con contrafuertes al exterior, una nave única y espadaña-campanario a los pies. Se accede al interior a través de una portada con arco de medio punto, construido en ladrillo.

## Patrimonio natural
- Los infiernos

Se trata de un lugar situado detrás del cerro Peñón, subiendo por el regato de las Ventas por el camino rural que va de Horcajuelo hacia Gallegos de Altamiros.
Se trata de un conjunto de rocas erosionadas que presentan multitud de colores, predominando el rojo.